# Unglück am Djatlow-Pass
Koordinaten: 61° 45′ 15″ N, 59° 26′ 42″ O
Als Unglück am Djatlow-Pass (russisch Гибель тургруппы Дятлова) wird der ungeklärte Tod von neun Skiwanderern im nördlichen Ural in der Sowjetunion im Gebiet zwischen der Republik Komi und der Oblast Swerdlowsk im Jahr 1959 bezeichnet. Sie starben in der Nacht vom 1. auf den 2. Februar 1959 am nordöstlichen Hang des Berges Cholat Sjachl (mansisch für Toter Berg; 1097 m). Der Gebirgspass, an dem das Unglück geschah, wurde später nach dem Gruppenanführer Igor Djatlow Djatlow-Pass benannt.
Fehlende Augenzeugen, die Umstände des Unglücks und nachfolgende journalistische Untersuchungen zum Tod der Wanderer regten viele Spekulationen an. Untersuchungen der Todesfälle kamen zu dem Ergebnis, dass die Wanderer wahrscheinlich ihr Zelt von innen aufschlitzten und dieses barfuß und leicht bekleidet verließen. Die Leichen zeigten teilweise schwere Verletzungen, zwei Opfer hatten Schädelbrüche, zwei hatten gebrochene Rippen und innere Verletzungen.
Laut dem damaligen Untersuchungsbericht waren die Kleidungsstücke einiger der Verunglückten radioaktiv kontaminiert. Die sowjetischen Untersuchungsorgane legten sich nur darauf fest, dass „höhere Gewalt“ zu den Todesfällen geführt habe. Der Zugang zu dem Gebiet wurde nach dem Ereignis für drei Jahre gesperrt. Der Ablauf des Vorfalls bleibt unklar, da es keine Überlebenden gab.

## Die Wanderung

### Geplante Route
Die Skitour wurde vom Sportverein des Polytechnischen Instituts des Urals (kurz UPI, russ. Уральский Политехнический Институт, УПИ, heute Staatliche Technische Universität des Uralgebiets) anlässlich des XXI. Parteitags der Kommunistischen Partei der Sowjetunion (KPdSU) veranstaltet und sollte 16 Tage dauern. Auf der geplanten Route durch das Gebirge des nördlichen Urals sollten von den Teilnehmern mindestens 350 km auf Skiern zurückgelegt und die Berge Otorten (russ. Отортен, Höhe: 1235 m, etwa 13,6 km Luftlinie vom Unglücksort entfernt) und Cholat Sjachl bewältigt werden. Die Route wurde mit dem höchsten Schwierigkeitsgrad (Kategorie III) bewertet.

### Teilnehmer

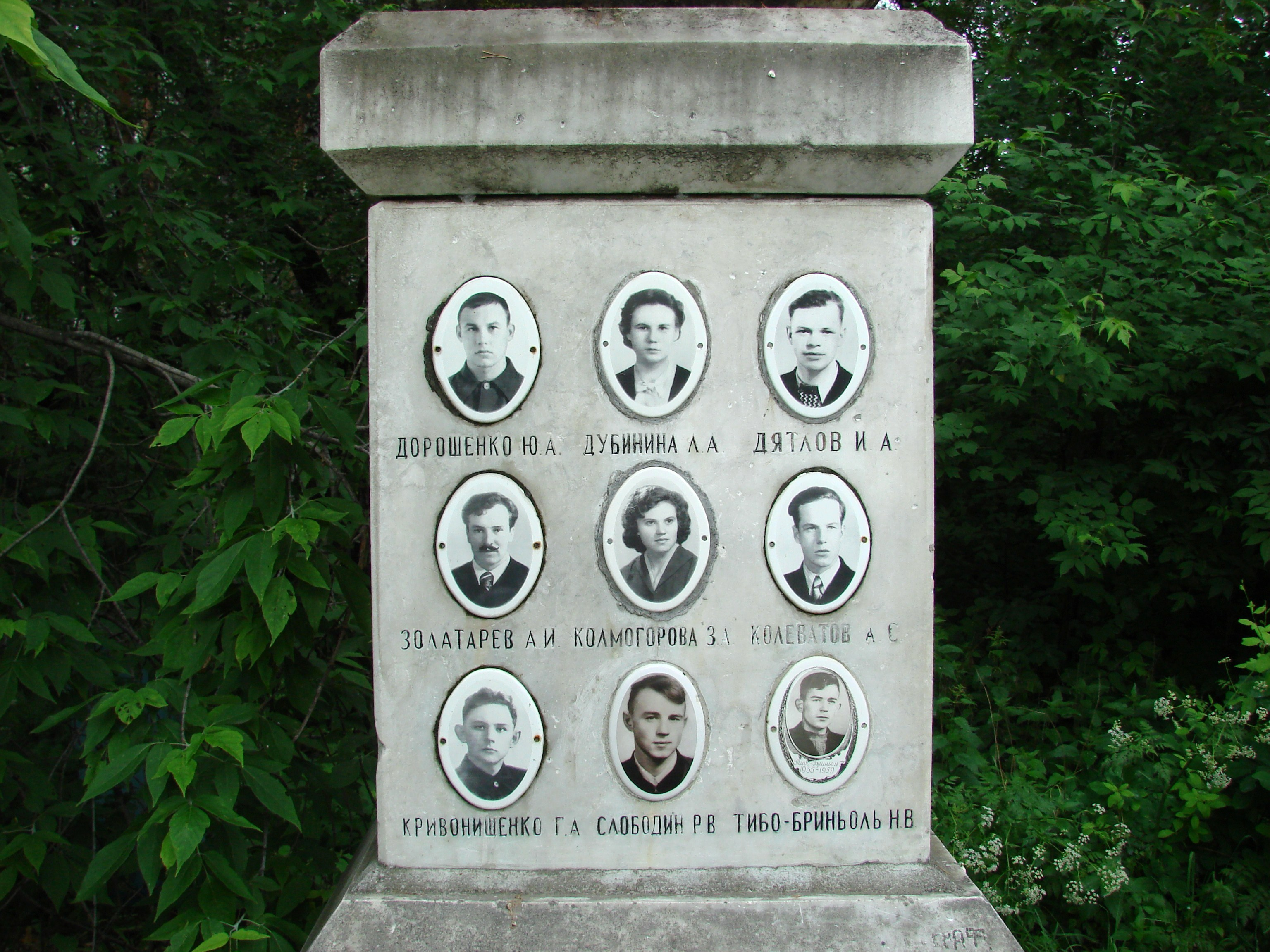
Gedenkstein für die Verstorbenen in Jekaterinburg

Die Teilnehmergruppe bestand aus acht Männern und zwei Frauen. Alle Teilnehmer galten als erfahrene Wanderer und kannten sich, mit Ausnahme von Semjon Solotarew, bereits seit mehreren Jahren. Bei Aufbruch schienen die physische und psychische Verfassung der Teilnehmer sowie ihre Ausrüstung, die zum Teil vom UPI gestellt wurde, den Anforderungen des geplanten Vorhabens vollkommen zu genügen.
Der zum Zeitpunkt des Unglücks 23-jährige Igor Alexejewitsch Djatlow war der Anführer der Gruppe. Der angehende Ingenieur studierte im fünften Studienjahr an der Fakultät für Funktechnik des UPI und beteiligte sich an der Entwicklung und dem Bau von UKW-Funkgeräten. Seit Anfang 1959 hatte er eine Assistentenstelle am UPI inne. Er zählte zu den besten Sportlern des UPI-Sportklubs und hatte bereits mehrere lange Touren mit verschiedenen Schwierigkeitsgraden absolviert. Zeitgenossen beschrieben ihn als ernsten, besonnen handelnden Menschen. Der Gebirgspass, an dem sich das Unglück ereignete, wurde später nach ihm benannt.
Der 1938 geborene Juri Nikolajewitsch Doroschenko studierte wie Djatlow im fünften Studienjahr an der Fakultät für Funktechnik des UPI. Er galt als trainiert und geübt im Weitwandern auf anspruchsvollen Routen. Er und Sinaida Kolmogorowa, die ebenfalls an der Wanderung teilnahm, waren einige Zeit lang ein Paar gewesen, hatten sich jedoch bereits vor Antritt der Expedition im Guten getrennt.
Ljudmila Alexandrowna Dubinina, Jahrgang 1938, studierte Bauingenieurwesen im vierten Studienjahr am UPI. Sie hatte 1957 eine Wanderung durch den Ostsajan unternommen und im Februar 1958 eine Tour vom Schwierigkeitsgrad II durch den nördlichen Ural geleitet. Während der Ostsajan-Tour war sie versehentlich von einem Jäger angeschossen worden, hatte die Verletzung jedoch überlebt. Von ihr stammen viele der bei der Djatlow-Pass-Wanderung gefertigten Fotografien.
Der 1937 geborene Juri Jefimowitsch Judin war Student an der Fakultät für Wirtschaftsingenieurwesen des UPI, ebenfalls ein erfahrener Wanderer und der einzige Überlebende der Gruppe. Da er kurz nach dem Start der Wanderung krank wurde, kehrte er um und rettete dadurch sein Leben.
Alexander Sergejewitsch Kolewatow, geboren 1934, studierte im vierten Studienjahr an der Physikalisch-Technischen Fakultät des UPI. Zuvor hatte er eine Ausbildung an der Fachschule für Bergbau und Metallurgie in Swerdlowsk absolviert und von 1953 bis 1956 als Laborant in einer geheimen Einrichtung des Ministeriums für Mittleren Maschinenbau in Moskau gearbeitet. (Die Einrichtung wurde später zum „Allsowjetischen Wissenschaftlichen Forschungsinstitut für Anorganische Materialien“, in dem für die Atomindustrie geforscht wurde.) Auch Kolewatow verfügte über Wandererfahrung und war bekannt für seine Genauigkeit und Führungsqualitäten sowie sein methodisches Vorgehen und Pflichtbewusstsein.
Sinaida (Sina) Alexejewna Kolmogorowa wurde 1937 geboren und studierte im fünften Studienjahr an der Fakultät für Funktechnik des UPI. Sie hatte bereits Wanderungen verschiedener Schwierigkeitsstufen im Altai und Ural unternommen und bei einer dieser Touren den lebensgefährlichen Biss einer Viper überlebt.
Der UPI-Absolvent Georgi (Juri) Alexejewitsch Kriwonischtschenko, Jahrgang 1935, war Bauleiter in der Kerntechnischen Anlage Majak (damals Kombinat Nr. 817) in Tscheljabinsk, wo er im September 1957 Zeuge des Kyschtym-Unfalls wurde, bei dem große Mengen an radioaktiven Substanzen freigesetzt wurden, die eine Osturalspur von 300 km Länge hinterließen. Kriwonischtschenko beteiligte sich nach dem Unfall an den Aufräumarbeiten. Er war ein Freund von Djatlow und hatte ihn schon häufig auf Wanderungen begleitet.
Der 1936 geborene Rustem Wladimirowitsch Slobodin war ebenfalls Absolvent des UPI und arbeitete als Ingenieur. Auch er hatte bereits an mehreren Wanderungen mit unterschiedlichen Schwierigkeitsgraden teilgenommen. Er war Langstreckenläufer, boxte und spielte Mandoline, die er auch auf der Unglückswanderung mitführte.
Semjon Alexejewitsch Solotarew, genannt Sascha, wurde 1921 im Nordkaukasus geboren und war somit der älteste Teilnehmer der Expedition. Er hatte von 1941 bis 1946 beim Militär gedient und den Deutsch-Sowjetischen Krieg überlebt. Nach dem Krieg trat er in die Vorgängerpartei der KPdSU, die Kommunistische Allunions-Partei (Bolschewiki), ein und schloss 1950 ein Studium am Institut für Körperkultur (GIFKB) in Minsk ab. Danach arbeitete er als Wanderführer im Nordkaukasus und Altai. Im Sommer 1958 trat er die Stelle des obersten Wanderführers der Herberge Kourowka in der Oblast Swerdlowsk an, die er aber kurz vor der Unglückswanderung kündigte.
Nikolai Wladimirowitsch Tibo-Brinjol hatte französische Vorfahren, seine Familie lebte aber bereits seit mehreren Generationen im Ural und hatte einige bekannte Bauingenieure hervorgebracht. Während der Herrschaft Stalins war seine Familie staatlicher Unterdrückung ausgesetzt, in deren Folge seine Mutter in ein Internierungslager kam, wo Tibo-Brinjol 1934 geboren wurde. Nach Beendigung seines Studiums an der Fakultät für Bauingenieurwesen am UPI im Jahre 1958 betätigte er sich in Swerdlowsk als Bauleiter. Wie die anderen Teilnehmer verfügte auch er über Erfahrungen mit Wanderungen unterschiedlicher Schwierigkeitsstufen.

### Verlauf
| Chronologie der Wanderung     | Chronologie der Wanderung                                                                                   |
| ----------------------------- | --- |
| 23. Januar 1959               | Zusammenkunft der Wanderer im heutigen Jekaterinburg.                                                       |
| Nacht vom 24./25. Januar 1959 | Ankunft mit dem Zug in Iwdel.                                                                               |
| 26. Januar 1959               | Ankunft und Übernachtung in der Waldarbeitersiedlung „41. Kwartal“.                                         |
| 27. Januar 1959               | Ankunft in der Bergwerkssiedlung Wtoroi Sewerny, wo die Gruppe ihr Nachtlager aufschlägt.                   |
| Nacht vom 27./28. Januar 1959 | Juri Judin erkrankt.                                                                                        |
| 28. Januar 1959               | Judin kehrt um, der Rest der Djatlow-Gruppe setzt die Wanderung fort entlang von Loswa und Auspija.         |
| 31. Januar 1959               | Die Gruppe erreicht das Gebirge und schlägt ihr Nachtlager im Auspijatal auf.                               |
| 1. Februar 1959               | Die Gruppe beginnt mit der Überquerung des Passes zum Loswatal. Auf halber Strecke kommt es zu dem Unglück. |

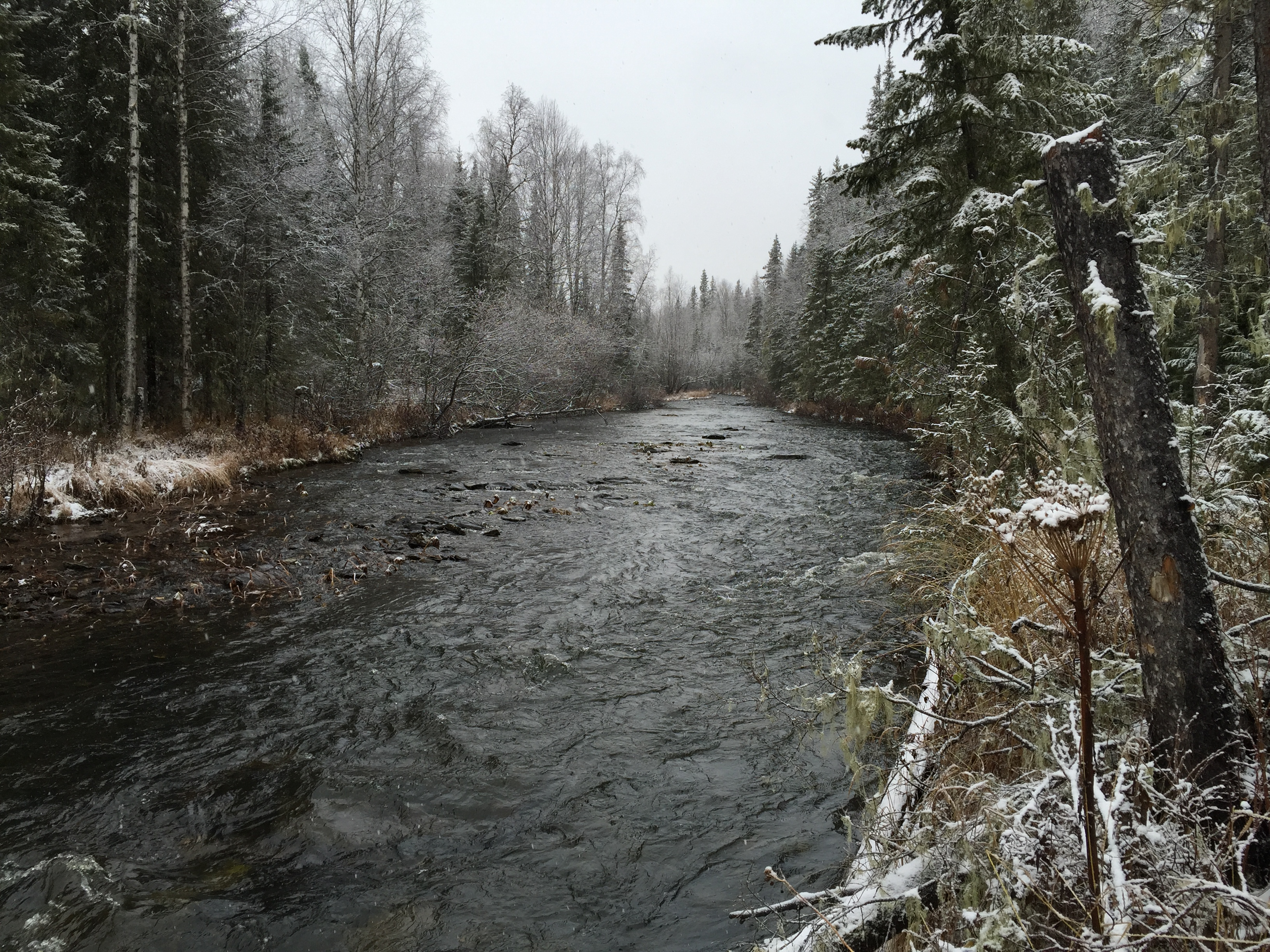
Der Fluss Auspija, an dem die Djatlow-Gruppe entlang wanderte.

Die Teilnehmer kamen am 23. Januar 1959 in Swerdlowsk, dem heutigen Jekaterinburg, zusammen und reisten mit dem Zug über Serow nach Iwdel, der nördlichsten Stadt der Oblast Swerdlowsk, wo sie in der Nacht vom 24. auf den 25. Januar 1959 eintrafen. Am Nachmittag des 26. Januars 1959 fuhren sie per Anhalter weiter zur Waldarbeitersiedlung „41. Kwartal“ und verbrachten dort die Nacht im Wohnheim der Waldarbeiter. Am nächsten Tag brachen sie auf Skiern zur verlassenen, einst zum Gulag gehörenden Bergwerkssiedlung Wtoroi Sewerny auf, wo sie vom 27. auf den 28. Januar 1959 ihr Lager aufschlugen. In der Nacht erkrankte Judin, so dass er seine Teilnahme an der Wanderung abbrechen musste. Am Vormittag des 28. Januars 1959 gefertigte Schwarz-Weiß-Aufnahmen zeigen, wie sich die Gruppe von ihm verabschiedete. Judin sagte später aus, dass es bis zu diesem Zeitpunkt keinerlei Konflikte oder Notfälle gegeben habe. Auch sei ihm nichts Verdächtiges aufgefallen.
Während Judin zur Waldarbeitersiedlung zurückkehrte, setzten die anderen Teilnehmer ihre Wanderung fort. Die Gruppe plante, Anfang Februar 1959 den Otorten zu erreichen und spätestens am 14. Februar 1959 in der Siedlung Wischai einzutreffen. Gegenüber dem UPI hatten sie angekündigt, dass sie sich von dort per Telegramm melden würden. Mangels Zeugen konnte der weitere Verlauf der Wanderung nur noch anhand der später gefundenen Tagebuchaufzeichnungen der Teilnehmer rekonstruiert werden. (Der sonst üblicherweise beim lokalen Skiverband hinterlassene Routenplan war verlorengegangen oder nie von Djatlow eingereicht worden.)
Von Wtoroi Sewerny aus wanderte die Gruppe erst flussaufwärts entlang der Loswa und folgte dann der Auspija bis ins Gebirge, das sie am 31. Januar 1959 erreichten. Djatlow hatte zunächst geplant, die Gruppe noch am selben Tag vom Auspijatal über den Gebirgspass ins Loswatal zu führen, wo sie übernachten wollten. Sie begannen mit der Passüberquerung, kehrten dann aber wegen starken Windes wieder um und schlugen ihr Nachtlager im Auspijatal am Fuß des Cholat Sjachl auf. In seinem letzten Tagebucheintrag, der auf den 31. Januar 1959 datiert ist, schrieb Djatlow: „Langsam entfernen wir uns von der Auspija. Ein sanfter Anstieg. Die Fichten werden von einem schütteren Birkenwald abgelöst. Dann die Waldgrenze. Harschschnee. Kahle Gegend. Wir müssen ein Nachtlager suchen. Wir steigen südwärts ab – ins Auspijatal. Das ist wohl die schneereichste Stelle. Erschöpft errichten wir das Nachtlager. Es gibt wenig Brennholz. Das Feuer machen wir auf Holzstämmen, keiner hat Lust, eine Grube zu graben. Abendessen im Zelt. Hier ist es warm …“ Im Auspijatal, etwa 100 m vom Flussufer entfernt, bauten sie einen Vorratsspeicher für Lebensmittel und Ausrüstung, der für den Rückweg gedacht war.
Am Nachmittag des 1. Februars 1959 begann die Gruppe erneut mit der Überquerung des rund 3,5 Kilometer langen Passes in Richtung Loswatal. Nachdem sie gut die Hälfte der Strecke hinter sich gebracht hatten, entschlossen sie sich, ihr Zelt am nordöstlichen Hang des Cholat Sjachl aufzuschlagen. (Unklar ist, warum sie nicht auch noch den Rest der relativ kurzen Strecke ins Loswatal zurücklegten, um – wie ursprünglich geplant – dort übernachten zu können.) Die Ermittlungsbehörden gingen später davon aus, dass das Zelt nach 17 Uhr errichtet wurde. Um diese Uhrzeit seien auch die letzten Fotos der Djatlow-Gruppe entstanden, und gegen 18 Uhr hätten die Wanderer mit den Vorbereitungen für die Nacht begonnen. Der Autor Alexej Rakitin glaubt hingegen, dass die Wanderer ihr letztes Lager bereits gegen 15 Uhr aufschlugen und die letzten Aufnahmen vor diesem Zeitpunkt entstanden sein müssen. Seiner Ansicht nach begannen die Unglücksereignisse zwischen 15:30 Uhr und 16 Uhr. Was dann geschah, ist bis heute ungeklärt.

## Suchaktion und Fund der Leichen
| Chronologie der Suchaktion | Chronologie der Suchaktion                                                                  |
| -------------------------- | ------------------------------------------------------------------------------------------- |
| 20. Februar 1959           | Außerordentliche Sitzung des Sportvereins und Beschluss der Entsendung einer Suchmannschaft |
| 21. Februar 1959           | Beginn der Suchaktion                                                                       |
| 25. Februar 1959           | Entdeckung der Skispuren der Djatlow-Gruppe                                                 |
| 26. Februar 1959           | Entdeckung des verlassenen Zelts der Djatlow-Gruppe                                         |
| 27. Februar 1959           | Fund der Leichen von Doroschenko, Kriwonischtschenko, Djatlow und Kolmogorowa               |
| 2. März 1959               | Entdeckung des Vorratslagers der Djatlow-Gruppe                                             |
| 5. März 1959               | Fund der Leiche von Slobodin                                                                |
| 4. Mai 1959                | Fund der Leichen von Dubinina, Kolewatow, Solotarew und Tibo-Brinjol                        |

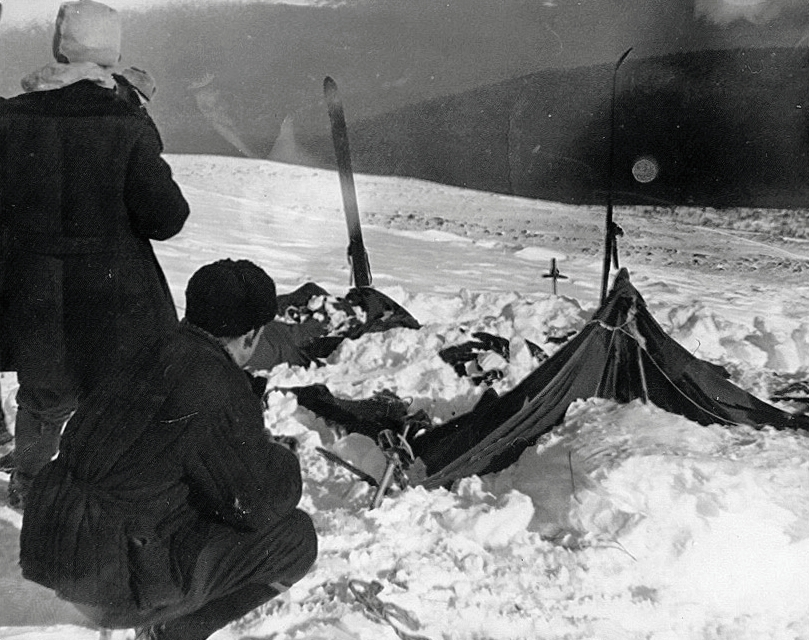
Das zerstörte Zelt, wie es der Suchtrupp am 26. Februar 1959 fand (Foto der Untersuchungsbehörden).

Obwohl die Gruppe nicht wie angekündigt am 14. Februar 1959 in Wischai eingetroffen war und auch kein Telegramm an das UPI geschickt hatte, wurde zunächst nichts unternommen, da Verspätungen bei solchen Expeditionen keine Seltenheit waren. Auch hatte es Berichte von anderen Wanderern über schwere Schneefälle in dem Gebiet gegeben, so dass es eine mögliche Erklärung für die Verzögerung gab. Erst nachdem die Angehörigen der Expeditionsmitglieder eine Suchaktion gefordert hatten, wurde am 20. Februar 1959 eine außerordentliche Sitzung des Sportvereins anberaumt, bei der beschlossen wurde, eine Rettungsmannschaft auszusenden. Am 21. Februar 1959 brachen drei Wandergruppen ins Suchgebiet auf, und noch am selben Tag wurden Erkundungsflüge durchgeführt, die jedoch keine Erkenntnisse über den Verbleib der Djatlow-Gruppe lieferten. Außerdem wurde die Suche von einer Gruppe von Soldaten und Studenten der Unteroffiziersschule des Innenministeriums, zwei Förstern, zwei ortskundigen Jägern der Mansen sowie Suchhunden unterstützt.
Ab dem 23. Februar 1959 beteiligten sich zudem drei Gruppen von Studenten des UPI, die sich freiwillig gemeldet hatten, an der Suchaktion. Die Studenten wurden mit einem Hubschrauber ins Suchgebiet gebracht. Eine der Gruppen, die von dem Studenten Boris Slobzow geleitet wurde und aus elf Teilnehmern bestand, wurde am Berg Otorten abgesetzt. Am 25. Februar 1959 stieß die Slobzow-Gruppe im Auspijatal, etwa 15 km vom Otorten entfernt, auf die Skispuren der Vermissten. Am darauffolgenden Tag teilte sich die Gruppe von Slobzow in drei kleinere Gruppen auf, um die Spuren in verschiedene Richtungen weiterzuverfolgen und das in der Nähe vermutete Vorratslager der Djatlow-Gruppe zu finden. Am 26. Februar 1959 stießen Slobzow und sein Kommilitone Michail Scharawin auf das verlassene Zelt der Djatlow-Gruppe am Hang des Cholat Sjachl. Nachdem Slobzow und Scharawin das Zelt oberflächlich inspiziert hatten, kehrten sie aufgrund des sich verschlechternden Wetters zum Basislager der Slobzow-Gruppe zurück.
Am 27. Februar 1959 teilte sich die Slobzow-Gruppe erneut in kleinere Gruppen auf, um die Suche fortzusetzen. Gegen Mittag entdeckten Scharawin und der Student Juri Koptelowberg in etwa 1,5 km Entfernung zum Zelt der Djatlow-Gruppe, weiter abwärts am Hang des Cholat Sjachl, einen hohen Nadelbaum, der am Steilufer eines in die Loswa fließenden Bachs stand. Unter dem Baum erblickten sie neben den Überresten eines erloschenen Lagerfeuers die mit einer dünnen Schneeschicht bedeckten, gefrorenen Leichen von Doroschenko und Kriwonischtschenko. Während Doroschenko mit dem Gesicht nach unten auf dem Bauch lag, befand sich Kriwonischtschenkos Leiche mit dem Gesicht nach oben auf dem Rücken. Noch am selben Tag trafen weitere Mitglieder der daraufhin verständigten übrigen Suchmannschaft und Wassili Iwanowitsch Tempalow, der Staatsanwalt von Iwdel, am Fundort der Leichen ein. Die Rettungskräfte bildeten eine Menschenkette und begannen damit, den Hang des Cholat Sjachl mit Skistöcken und Lawinensonden nach den übrigen sieben Wanderern abzusuchen. Dabei stießen sie zunächst auf die Leiche von Djatlow, die sich zwischen der Lagerfeuerstelle und dem weiter hangaufwärts stehenden Zelt befand. Die Entfernung von Djatlows Leiche zur Lagerfeuerstelle wurde auf etwa 400 m geschätzt. Sein Körper war nur teilweise von einer dünnen Schneeschicht bedeckt und lag auf dem Rücken. Ein paar Stunden später spürte ein Suchhund Kolmogorowa auf, die leblos unter einer 10 cm dicken Schneedecke lag. Ihre Leiche befand sich zwischen Djatlows Fundort und dem Zelt, wobei die Entfernung zu Djatlow nahezu 500 m betrug.
Am 2. März 1959 wurde das anscheinend unberührte Vorratslager der Djatlow-Gruppe im Auspijatal entdeckt. Slobodins Leiche wurde am 5. März 1959 gefunden – etwa in der Mitte zwischen den Fundorten der Leichen von Djatlow und Kolmogorowa. Er lag unter einer Schneeschicht von 12 bis 15 cm auf dem Bauch. Der rechte Arm befand sich angewinkelt unter der Brust, der linke war seitlich ausgestreckt. Das linke Bein war ebenfalls ausgestreckt, das rechte zum Oberkörper hin angewinkelt. Die Leichenfundorte von Djatlow, Kolmogorowa und Slobodin befanden sich auf einer nahezu geraden Linie zwischen dem Lagerfeuer unter dem Nadelbaum und dem Zelt der Djatlow-Gruppe. Da alle drei mit dem Kopf in Richtung des Zelts lagen, wurde angenommen, dass sie auf dem Weg vom Lagerfeuer zurück zur Zeltstätte gewesen waren.
Die Suche nach Dubinina, Kolewatow, Solotarew und Tibo-Brinjol nahm mehr als zwei Monate in Anspruch. Ihre Leichen wurden am 4. Mai 1959 nahe beieinander unter vier Meter hohem Schnee in einer Schlucht gefunden, die sich in südwestlicher Richtung und etwa 50 m entfernt von der Lagerfeuerstelle befand. Dubininas Leichnam wurde in kniender Position aus dem Schnee ausgegraben. Mit dem Gesicht und der Brust lag sie auf einem Stein.

## Die Ermittlungen

### Spuren am Unglücksort
Am Unglücksort wurden die folgenden Entdeckungen gemacht:
- Der Zelteingang war nach Süden ausgerichtet. Der hintere, nördlich gelegene Teil des Zelts war von einer 15 bis 20 cm hohen Schneeschicht bedeckt. Der untere Teil des Zelteingangs war aufgeknöpft.[31]
- Unmittelbar neben dem Zelt befanden sich ein aus dem Schnee ragender Eispickel, ein im Boden steckendes Paar Ski und Djatlows Windjacke. Auf dem Zeltdach lag eine funktionierende Taschenlampe, die nicht mit Schnee bedeckt war und ebenfalls Djatlow gehörte.[31] In Djatlows Windjacke befanden sich sein Pass, die Zugfahrkarten der Gruppe und 710 Rubel.[32]
- Laut dem behördlich beauftragten Gutachten befanden sich an der rechts vom Eingang gelegenen Zeltwand, die hangabwärts gezeigt hatte, drei horizontale Schnitte von etwa 31, 42 und 89 cm Länge. Auf derselben Zeltseite, nahe der Zeltrückwand, gab es zudem einen langen vertikalen Schnitt, der bis zum First reichte. Die Schnitte waren laut dem Gutachten von innen gesetzt worden. Außerdem waren zwei große Stoffstücke aus der Zeltwand herausgerissen worden.[33]
- Eine Spur von Fußabdrücken führte hangabwärts zur Grenze eines nahegelegenen Waldes, doch nach 500 m wurden sie von Schnee überdeckt.
- Obwohl die Temperatur sehr niedrig war (ca. −25 °C bis −30 °C) und ein starker Wind wehte, waren die Toten nur leicht bekleidet. Die Mitglieder der erstgefundenen Gruppe waren teilweise sehr spärlich bekleidet. Einige hatten nur einen Schuh an, während andere nur Socken trugen.[1] Die vier Mitglieder der später entdeckten Gruppe trugen zum Teil Kleidungsfetzen, die sie von der Kleidung der ersten fünf Toten abgeschnitten hatten.
- Es gab keine Hinweise auf weitere Personen neben den neun Wanderern am Cholat Sjachl oder in der Nähe.
- Spuren beim Lager zeigten, dass alle Personen – auch die, die verletzt gefunden wurden – eigenständig das Lager zu Fuß verlassen hatten.
- An der Rinde des großen Nadelbaums, unter dem sich eine kleine Feuerstelle befand, wurden bis in mehreren Metern Höhe Haut- und Muskelgewebsspuren nachgewiesen.
- Im näheren Umkreis des hohen Nadelbaums, unter dem die Leichen von Doroschenko und Kriwonischtschenko gefunden wurden, befanden sich rund ein Dutzend Stümpfe von abgeschlagenen, jungen Tannenbäumen.[34]

### Obduktion der Leichen
Die Leichen von Djatlow, Doroschenko, Kolmogorowa und Kriwonischtschenko wurden am 4. März 1959 von zwei Gerichtsmedizinern in einer Leichenhalle in Iwdel obduziert. Bei allen vier Leichen trat der Tod sechs bis acht Stunden nach der letzten Mahlzeit ein. Juri Doroschenko wies zahlreiche Hautabschürfungen, Blutergüsse und Prellungen, versengte Haare an der rechten Kopfseite sowie Erfrierungen an Fingern und Zehen auf. Mangels tödlicher Verletzungen und aufgrund vorhandener Wischnewsky-Flecken sowie einer Hyperämie der Hirnhäute und Nieren kamen die Mediziner zu dem Schluss, dass er an Unterkühlung gestorben war. Bei Georgi Kriwonischtschenkos Leiche wurden ebenfalls mehrere Schürfverletzungen, Blutergüsse und Erfrierungen an den Händen festgestellt. Besonders auffallend war das Fehlen der Nasenspitze, eine Schwellung und Brandverletzung am linken Unterschenkel sowie ein Stück Haut des Mittelfingers, das im Mund des Toten gefunden wurde. Auch bei ihm stellten die Gerichtsmediziner Unterkühlung als Todesursache fest. Bei Sinaida Kolmogorowa wurden ein Hirn- und Lungenödem sowie mehrere Hautabschürfungen im gesamten Gesichtsbereich, an den Händen und in der Lendengegend festgestellt. Laut den Medizinern seien die äußeren Verletzungen infolge eines Sturzes auf harten Untergrund entstanden. Sie stuften ihren Tod als „gewaltsamen Unfall“ ein. Igor Djatlows Leichnam wies ebenfalls zahlreiche Schürfwunden und Blutergüsse, aber keine inneren Verletzungen auf. Aufgrund vorhandener Wischnewsky-Flecken, einer Hyperämie der Hirnhäute und weiterer charakteristischer Anzeichen gingen die Gerichtsmediziner von einer Unterkühlung als Todesursache aus.
Rustem Slobodins Leiche wurde am 8. März 1959 obduziert. An äußeren Verletzungen wies er Schürfwunden und Schwellungen im Gesicht sowie Abschürfungen an Fingern, dem rechten Unterarm und am linken Unterschenkel auf. Bei der inneren Leichenschau wurde ein 6 cm langer und 0,1 cm breiter Riss am linken Schläfenbein festgestellt. Der Gerichtsmediziner vermerkte dazu: „Das angeführte geschlossene Schädeltrauma wurde von einer stumpfen Waffe verursacht. Zum Entstehungszeitpunkt rief es einen kurzzeitigen Betäubungszustand Slobodins hervor und trug zu seinem schnelleren Erfrieren bei. Unter Berücksichtigung der […] erwähnten körperlichen Verletzungen konnte Slobodin sich in den ersten Stunden nach ihrer Zufügung fortbewegen beziehungsweise kriechen […] Slobodins Tod trat infolge seines Erfrierens ein.“ Der Gerichtsmediziner beschrieb keine – aufgrund des Schläfenbeinrisses zu erwartende – äußere Kopfverletzung.
Die vier Leichen aus der Schlucht wurden am 9. Mai 1959 gerichtsmedizinisch untersucht. Aufgrund vorhandener Mazerationen wurde festgestellt, dass sie zwischen 6 und 14 Tagen im Wasser gelegen hatten. Bei Ljudmila Dubinina vermerkte der Gerichtsmediziner unter anderem ein Lungenödem, das Fehlen beider Augäpfel und von Weichteilgewebe am Gesichts- und Hirnschädel, so dass die Knochen im Bereich von Joch-, Schläfen- und Scheitelbein sowie ein Teil des Oberkiefers freilagen. Darüber hinaus notierte der Gerichtsmediziner: „Der Mundboden und die Zunge fehlen. Der obere Rand des Zungenbeins liegt frei.“ Die Obduktionsakte enthält keine Erklärung für das Fehlen der Augäpfel, des Mundbodens und der Zunge. Es wurden keine Erfrierungsanzeichen festgestellt. Stattdessen befand der Gerichtsmediziner: „[Dubininas Tod ist] infolge einer extensiven Blutung in der rechten Herzkammer, mehrfacher beidseitiger Rippenfrakturen und einer massiven inneren Blutung in die Brusthöhle eingetreten […] Die angeführten Verletzungen können sich infolge der Einwirkung einer großen Kraft gebildet haben […] mit anschließendem Sturz, Niederwurf oder Schlag gegen Dubininas Brustkorb.“
Auch bei Solotarjow stellte der Gerichtsmediziner fehlende Augäpfel, teilweise freiliegende Gesichtsknochen und ein akutes Lungenödem fest. Zudem hatte er eine 8 cm lange und 6 cm breite Verletzung am Hinterkopf, wodurch das Scheitelbein freilag. Die Hinterkopfverletzung stufte der Mediziner als Verwesungserscheinung ein. Als Todesursache wurde ein durch mehrere Rippenbrüche hervorgerufener Hämatothorax bestimmt. Kolewatows Leiche wies eine Knieverletzung, eine bis auf das Schläfenbein durchgehende Kopfverletzung, stellenweise freiliegende Gesichtsknochen, einen Hämatothorax und starke Verwesungserscheinungen auf. Zur Todesursache führte der Gerichtsmediziner aus: „Sein Tod trat infolge der Einwirkung der niedrigen Temperatur ein. Die körperlichen Verletzungen, die auf Kolewatows Leiche entdeckt wurden […] stellen posthume Veränderungen dar.“ Rakitin zweifelt an der in der Akte genannten Todesursache, da im gerichtsmedizinischen Gutachten keine verlässlichen Anzeichen für einen Erfrierungstod aufgelistet seien. Zur Todesursache von Tibo-Brinjol heißt es im Gutachten: „[Sein Tod ist] infolge einer geschlossenen impaktierten Mehrfragmentfraktur im Bereich der Schädelkalotte und der Schädelbasis eingetreten, mit einer massiven Blutung unter den Hirnhäuten und in die Hirnsubstanz unter Einwirkung der niedrigen Umgebungstemperatur.“ Als Ursache für die Schädelfraktur schloss der Gerichtsmediziner einen Sturz oder einen Steinschlag aus.

### Weitere Umstände und Beobachtungen
- Nach den Beerdigungen gaben Angehörige der Verstorbenen an, dass die Haut der Opfer tief gebräunt ausgesehen habe und die Haare komplett grau gewesen seien.[1]
- Forensische Untersuchungen zeigten radioaktive Substanzen an den Kleidungsstücken einiger Opfer auf,[1] die später auf Thorium aus mitgeführten Campinglampen zurückgeführt wurden.[53]
- Ein ehemaliger Ermittlungsbeamter sagte in einem privaten Interview, dass sein am Cholat Sjachl getragenes Dosimeter eine stark erhöhte Dosis anzeigte. Daher müsse vor Ort ein Feld erhöhter Dosisleistung vorgelegen haben. Die Strahlungsquelle wurde jedoch nicht gefunden.[1]
- Mitglieder der Suchmannschaft erblickten am 31. März 1959 von ihrem Lager im Loswatal aus eine Erscheinung am Himmel, die sie für ein UFO hielten.[54] Das Suchmannschaftsmitglied Valentin Jakimenko beschrieb das Phänomen wie folgt: „Früh am Morgen war es noch dunkel. Der Diensthabende Viktor Meschtscherjakow verließ das Zelt und sah eine leuchtende Kugel, die sich über den Himmel bewegte. Er weckte alle. Zwanzig Minuten lang beobachteten wir die Bewegung der Kugel (oder Scheibe), bis sie hinter dem Berghang verschwand. Wir sahen sie in südöstlicher Richtung vom Zelt. Sie bewegte sich nach Norden. Diese Erscheinung versetzte alle in Aufruhr. Wir waren überzeugt, dass der Tod der Djatlow-Gruppe etwas damit zu tun hatte.“[55] Es stellte sich heraus, dass bereits im Februar 1959 ähnliche Himmelserscheinungen in dem Gebiet gesichtet worden waren: Wanderer am Berg Tschistop hatten vom „hellen Leuchten einer Rakete oder eines Geschosses“ berichtet, das sie am Abend des 1. Februar 1959 in der Nähe des Otorten beobachtet hätten und auf das ein lautes, donnerndes Geräusch gefolgt sei. Am Morgen des 2. Februar 1959 war eine ähnliche Lichterscheinung von der Stadt Serow aus zu sehen. Außerdem hatte eine Gruppe von Soldaten der Inneren Truppen am frühen Morgen des 17. Februar 1959 in der Nähe von Iwdel etwa 10 bis 15 Minuten lang eine „grellweiße Kugel“ am Himmel gesehen, die sich von Süden nach Norden bewegt habe und von einer weißen Nebelwolke umhüllt gewesen sei.[56] Später wurde behauptet, dass es sich bei den „Kugeln“ um den Schweif von R-7-Interkontinentalraketen handelte.[57]
- In einigen Berichten ist von viel Altmetall die Rede, das in dem Gebiet gefunden wurde, was wiederum zu der Spekulation führte, das Militär habe die Gegend heimlich genutzt und versuche nun, etwas zu verschleiern.[1]

### Einstellung der Ermittlungen im Jahr 1959
Die Untersuchung wurde offiziell im Mai 1959 eingestellt und die Akten archiviert. Die unter Verschluss gehaltenen Untersuchungsakten führten zu dem Verdacht, die Behörden könnten der Öffentlichkeit maßgebliche Informationen vorenthalten oder etwas verschleiern. Kopien tauchten in den 1990er Jahren auf, allerdings fehlen diesen einige Seiten.

### Wiederaufnahme der Ermittlungen im Jahr 2019
Nachdem im Sommer 2018 bereits die Komsomolskaja Prawda weitere, inoffizielle Recherchen zu diesem Fall gestartet hatte, kündigte die Staatsanwaltschaft der Ural-Region Swerdlowsk am 1. Februar 2019 – dem 60. Jahrestag des Unglücks – die Wiederaufnahme offizieller Ermittlungen an. Staatsanwalt Andrei Kurjakow schloss allerdings gleich von Anfang an die meisten Erklärungsversuche aus und hält eine Naturkatastrophe für die wahrscheinlichste Ursache. Kritiker erwarten daher von den neuen Ermittlungen keine neuen Erkenntnisse. Das Verfahren wurde im Juli 2020 abgeschlossen.

## Theorien zur Unglücksursache
Im Laufe der Jahre nach dem Unglück wurden zahlreiche Theorien zum Unglück entwickelt. Bis zum Jahr 2021 bildete sich als wahrscheinliche Erklärung ein Lawinenunglück heraus.

### Angriff durch Indigene

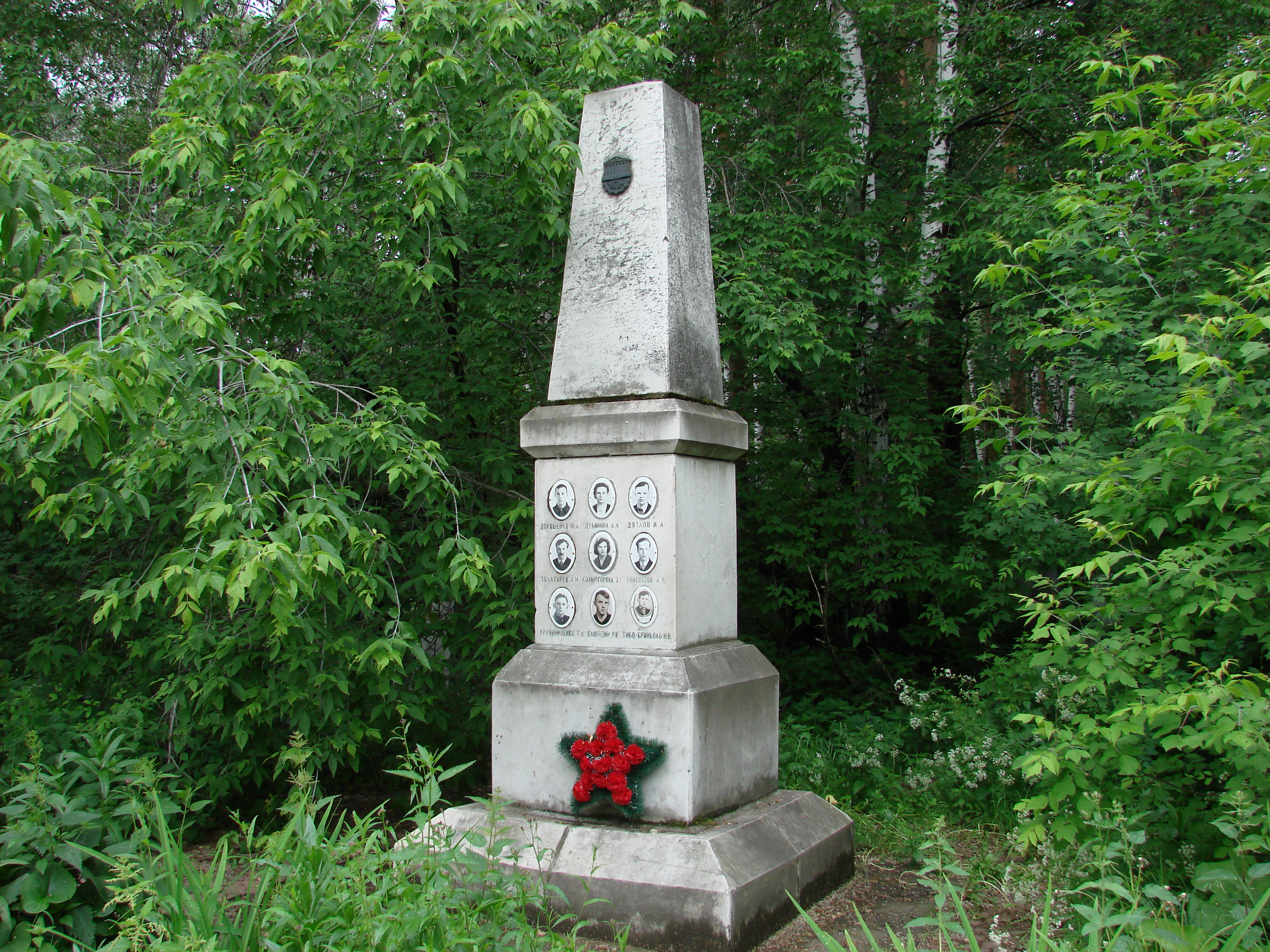
Gedenkstein für die Verstorbenen in Jekaterinburg

Zu Beginn der Ermittlungen war die Theorie aufgekommen, dass die Wandergruppe von Angehörigen des Volkes der Mansen angegriffen und ermordet worden sei. Die Wanderer hatten ihr Zelt nur wenige Meter von einem mansischen Pfad aufgestellt, der zu einem Tschum führte. Die Untersuchungen zeigten jedoch, dass die Todesumstände nicht zu dieser Theorie passen. Nur die Fußabdrücke der Wanderer waren zu sehen. Zudem waren abgesehen von den so deutbaren Verletzungen keine Anzeichen für einen Kampf zu finden, und das Gebiet, in dem die Leichen gefunden wurden, zählte auch nicht zu bedeutenden heiligen Plätzen des indigenen Volkes, die es gegebenenfalls hätte verteidigen wollen.

### Kernwaffentest
Eine weitere Theorie lautet, dass die Skiwanderer versehentlich in ein inoffizielles militärisches Übungsgelände eingedrungen und Opfer eines Kernwaffentests oder anderer Übungsmanöver geworden sein könnten. Durch die Folgen eines nahen Einschlags einer Kurzstreckenrakete glaubt Walentin Degterew die widersprüchlichen Umstände des Ereignisses erklären zu können. Auf Satellitenbildern hat er Anzeichen für einen solchen Einschlag in der Nähe des Fundorts der Leichen entdeckt. Degterew führt aber auch die Möglichkeit eines nahen Meteoriteneinschlags an.
Die gesichteten Leuchtkugelerscheinungen, in Verbindung mit einem rätselhaften Foto aus Kriwonischtschenkos Kamera sowie dem Gerücht, der KGB habe jegliche Erwähnung von UFOs untersagt, nährten UFO-Theorien.

### Mord mit Geheimdienst-Hintergrund
Einige Autoren vermuten einen geheimdienstlichen Hintergrund. In seinem 2014 erschienenen (und im Jahr 2018 ins Deutsche übersetzten) Buch legt ein unter dem Pseudonym Alexej Rakitin schreibender Autor beispielsweise folgendes Szenario zugrunde: Drei der neun Wanderer hatten eine Verbindung zum KGB (von der die übrigen Wanderer keine Ahnung hatten); Ziel der Wanderung war eine gezielte Übergabe einer (auf Pullover und Hosen aufgebrachten) Probe radioaktiven Strontium-90s an westliche Geheimagenten, um dort eine falsche Spur zu legen. Nachdem diese Übergabe am Cholat Sjachl gescheitert war und die westlichen Spione als solche erkannt worden waren, wollten sie die Gruppe umbringen, aber ohne diese zu erschießen und größere Spuren zu legen. Sie zwangen die Mitglieder der Gruppe mit Gewalt, sich auszuziehen, damit diese bald den Kältetod fänden. Allerdings hielten es einige wider Erwarten noch einige Zeit aus, und so wurden diese mit grober Gewalt getötet. Der KGB wollte bei dem Fall vor allem wissen, ob die Übergabe geklappt habe. Danach wurden die Akten geschlossen. Drei hohe KGB-Generäle wurden im folgenden Jahr degradiert. Nach Rakitin waren es diejenigen, die für diese gescheiterte Operation verantwortlich waren.
Die „Geheimdienst-Theorie“ wird von vielen Forschern bezweifelt. Es gab bereits damals keine Spuren im Schnee vom Zelt zum Tal bis auf die der Wanderer, andere Personen waren nicht vor Ort. Die Spuren der Wanderer lassen darauf schließen, dass diese geordnet ihren Weg zum Tal fanden. Für den KGB und westliche Geheimdienste gab es wesentlich einfachere Methoden und sicherere Orte, als im Ural mitten in Russland, im Winter mit verschneiter Wildnis bei tiefen Minusgraden, eine radioaktive Probe zu übergeben. Spätestens bei der Übergabe hätten die anderen der Gruppe Bescheid gewusst – wenn man bei Dunkelheit, Kälte und Schnee ohne moderne Navigations- und Kommunikationsmittel überhaupt zueinander gefunden hätte. Die gefundenen radioaktiven Stoffe könnten auch aus anderen Quellen stammen, wie z. B. dem Glühstrumpf, den die Gruppe dabei hatte. Dies war damals zur Lichterzeugung üblich. Auch die „grobe Gewalt“, die westliche Spione ausgeübt haben sollen, passt nicht ohne Weiteres zu den Verletzungen der Wanderer. Diese passen mehr zu einem schweren Gegenstand, der von oben herabfällt, wie z. B. einem Schneebrett.

### Luftelektrizität
Eine Theorie des Autors zu parawissenschaftlichen Themen Alexander Popoff besagt, dass die Tourengeher durch atmosphärische Elektrizität (Winterblitze) getötet wurden. Darauf würden die zerschnittene und zerfetzte Kleidung, die Ein- und Austrittswunden, verbranntes Fleisch, Baumzweige und Kleidung, die Art der stumpfen Verletzungen und Knochenbrüche, das verwirrte Verhalten, das Fehlen der Zunge und Augen, das vorübergehende Lager und das Feuer unter einem Baum – entgegen jeglichen Sicherheitshinweisen –, das in Panik und trotz Kälte und Dunkelheit halbnackt und ohne Schuhe verlassene Zelt und schließlich der schnelle Tod der Wanderer hindeuten.
Allerdings wäre es sehr unwahrscheinlich, dass alle Wanderer durch einen Blitz getroffen worden wären. Es fehlten auch nicht bei allen Wanderern die Zunge oder Augen, sondern nur vereinzelt bei der Gruppe, die im Bach lag - und hier wurden die Körperteile vermutlich durch frierendes, aber im Frühling wieder fließendes Wasser entfernt. Abgesehen davon führen Blitzeinschläge nicht zu plötzlich fehlenden Augen oder Zungen, sondern zu roten Striemen auf der Haut, die durch Zerstörung der Kapillargefäße der Haut zusammenkommen, auch als Lichtenberg-Figur beschrieben. Diese Hautzeichen fehlten bei allen Wanderern. Zudem werden von Popoff verbrannte Baumzweige genannt, die vermutlich von dem entfachten Lagerfeuer stammen und nicht von einem Blitzeinschlag. Denn wieso hätten die Wanderer ihr Zelt verlassen sollen und zu dem Baum im Tal laufen, um dort vom Blitz getroffen zu werden. Das Zelt, das exponiert auf dem Berg stand, zeigte indes keine Zeichen eines Blitzeinschlags. In den Angaben der Autopsieberichte und auch anhand der Fotos der Leichen zeigen sich keine belastbaren Hinweise für "Ein- und Austrittswunden". Insgesamt erscheint diese Theorie daher spekulativ.

### Panik durch Wetterphänomene
Der US-amerikanische Dokumentarfilmer Donnie Eichar zog die Möglichkeit einer im Zelt um sich greifenden Panik in Betracht. Als Auslöser kommt für ihn insbesondere die Wirkung von Infraschall als Folge des lokal vermuteten Wettergeschehens (Sturm) in Verbindung mit der Möglichkeit einer sich dabei am Hang einstellenden Kármánschen Wirbelstraße in Frage. Die Wirkungen von Infraschall auf den menschlichen Körper sind noch nicht abschließend erforscht. Es gibt Hinweise, dass Infraschall bei bestimmten Situationen ein unangenehmes Gefühl herbeiführen kann, jedoch keine umfassende Panik, die zu irrationalen Handlungen führen würde. Zudem reagieren individuelle Menschen auf Infraschall jeweils anders. Wenn eine vermutete Infraschallquelle am Hang tatsächlich zu Panik geführt haben sollte, müsste sich die Panik spätestens gelegt haben, als die Wandergruppe das Tal erreichte, wo sie u. a. ein Feuer entfachte und nicht mehr dem direkten Sturm ausgesetzt war.

### Drogen
Eine Krankenschwester und Sozialpädagogin hat die Vermutung geäußert, dass Drogen im Spiel gewesen sein könnten.
Pilze (Magic Mushrooms) waren und sind im Ural verbreitet, lösen potentiell Angstzustände aus und könnten von Teilnehmern der Expedition im Herbst geerntet worden sein. Obwohl wissenschaftlich unbestritten ist, dass Psilocybin Angstzustände auslösen kann, gibt es bis heute keine belastbaren Belege, dass die Wandergruppe derartige Substanzen mit sich führte. Wenn die Gruppe diese Substanzen, hypothetisch betrachtet, bei sich gehabt und konsumiert hätte, würde das dennoch nur wenig der Ereignisse erklären. Jeder Mensch reagiert anders auf Substanzen, d. h. nicht bei jeder Person führt die gleiche Dosis zu einer ähnlichen Wirkung. Zudem müssten nicht alle Wanderer die Substanz eingenommen haben. Einmal angenommen, hypothetisch, die Wanderer hätten Psilocybin eingenommen, und würden starke Angst verspüren, erklärt das dann immer noch nicht die Verletzungen oder die Kleidung der Wanderer beim Auffinden.

### Lawine
Anfang 2021 lieferten Wissenschaftler naheliegende Erklärungen, wobei diese das Unglück als gelöst ansehen. Stern, Der Standard, National Geographic und andere Magazine berichteten über die neuen Sachverhalte. Hier gehen die Wissenschaftler von einer sehr seltenen Lawinenart aus, die aufgrund einer Verkettung von bestimmten Umständen entstanden sein könnte. Dabei darf »Lawine« nicht als riesige Schneemasse verstanden werden, die einen ganzen Berg herunterrutsche, sondern als kleines Schneebrett, das sich über dem Zelt verdichtete und dann abbrach, nur wenige Meter lang. Dabei spielten die Wetterbedingungen eine Rolle, aber auch dass die Wanderer das Zelt an einer ungünstigen Stelle am Berg aufgestellt hatten, sowie eine Grube aushoben, um vor der Witterung geschützt zu sein. Aber dadurch konnte Schnee in die Grube nachrutschen, der durch die Wärme des Ofens gelöst worden war, und das Zelt mit den Wanderern erreichen. Zwar gibt Alexej Rakitin in seinem Buch an, man habe die Theorie einer Lawine verworfen, da es keine Spuren dafür gegeben habe. Aber es wurde nach der falschen Art Lawine gesucht, es war nur eine kleine Fläche betroffen. Bis das Zelt gefunden wurde, waren Wochen vergangen, ein Lawinenabgang von nur wenigen Metern dürfte, aufgrund von Neuschnee und kaltem Wetter, bereits nicht mehr zu erkennen gewesen sein - das Zelt war eingeschneit, was sowohl durch die Lawine, als auch Neuschnee erklärbar wäre. Die Verletzungen der Mitglieder der Wandergruppe Dubinina, Solotarew und Tibo-Brinjol würden sich nach Abgang der genannten kleinen Lawine nach der Studie der Wissenschaftler Johan Gaume, Leiter des Snow and Avalanche Simulation Laboratory der École polytechnique fédérale de Lausanne, und Alexander Puzrin, Professor für Geotechnik am Institut für Geotechnik der ETH Zürich, wissenschaftlich erklären lassen. Die letzten Fotos der Wandergruppe belegen, wie sie das Zelt am Hang an exponierter Stelle aufstellten und eine Mulde in den Schnee gruben.
Die Lawinentheorie lässt sich physikalisch erklären, lässt sich mit allen vor Ort vorgefundenen Sachverhalten in Einklang bringen und kommt ohne aufsehenerregende, aber bisher auf bloßer Spekulation beruhende Theorien aus, wie z. B. Kugelblitze, Geheimdienstmorde oder Außerirdische. Sie erscheint daher momentan am wahrscheinlichsten und nachvollziehbarsten.
Nach Ansicht des Staatsanwalts Andrei Kurjakow sei die Ursache für das Verhängnis ein Schneebrett gewesen, das über dem Zelt niederging und die Expeditionsteilnehmer zu unmittelbarem Handeln veranlasste:

„Der attraktivste Aspekt von Kurjakows Szenario ist, dass die Handlungen der Gruppe nicht mehr irrational erscheinen. Das Schneebrett […] hätte wahrscheinlich laute Knackgeräusche gemacht, als es über das Zelt fiel, so dass ein Lawinenabgang unmittelbar bevorzustehen schien. Kurjakow merkte an, dass die Skifahrer zwar einen Fehler bei der Platzierung ihres Zeltes gemacht hatten, aber alles, was sie danach taten, lehrbuchmäßig war: Sie führten eine Notfallevakuierung zu einem Gelände durch, das vor einer Lawine sicher gewesen wäre, sie suchten Schutz im Wald, sie machten ein Feuer, sie gruben eine Schneehöhle. Wären sie weniger erfahren gewesen, wären sie vielleicht in der Nähe ihres Zeltes geblieben, hätten es ausgegraben und überlebt. Aber Lawinen sind im Winter die mit Abstand größte Gefahr in den Bergen, und je mehr Erfahrung man hat, desto mehr fürchtet man sie. Die Erfahrung der Skifahrer wurde ihnen zum Verhängnis.“

## Rezeption in Literatur, Medien und Film
1967 veröffentlichte der Autor und Journalist Juri Jarowoi den Roman Der höchste Schwierigkeitsgrad (Высшей категории трудности), der von dem Unglück inspiriert wurde. Jarowoi war an der Suche nach der Gruppe beteiligt gewesen sowie Fotograf bei der Suchkampagne und der Untersuchung. Da das Buch während der Sowjetära geschrieben wurde, wurden die Details des Unglücks unter Verschluss gehalten, und Jarowoi vermied es, irgendetwas zu veröffentlichen, was nicht der offiziellen Position entsprach. Das Buch romantisiert das Unglück und hat ein viel optimistischeres Ende als die wahren Begebenheiten – nur der Gruppenführer wird tot aufgefunden. Kollegen von Jarowoi sagten, er habe zwei weitere Versionen des Romans verfasst, die beide der Zensur zum Opfer gefallen seien. Seit Jarowois Tod im Jahr 1980 sind all seine Archive einschließlich Fotos, Tagebücher und Manuskripte verschwunden.
Einige Details der Tragödie wurden 1990 durch Artikel in Swerdlowsks regionaler Presse öffentlich. Einer der ersten Autoren war Anatoli Guschtschin. Er berichtete, dass die Polizei ihm eine besondere Genehmigung erteilt gehabt hätte, damit er die originalen Akten der Untersuchung studieren und die Ergebnisse veröffentlichen konnte. Ihm fiel jedoch auf, dass einige Seiten sowie ein mysteriöser „Umschlag“, der auf der Materialliste stand, fehlten. Zur selben Zeit wurden inoffizielle Fotokopien der Akte unter Nachforschern verbreitet.
Guschtschin fasste seine Studien in dem Buch Der Preis des Staatsgeheimnisses – neun Leben (Originaltitel: russisch Цена гостайны – девять жизней) zusammen. Einige Forscher kritisierten den Roman wegen der starken Ausrichtung auf die spekulative Theorie einer „sowjetischen Geheimwaffe“. Dennoch erregte die Veröffentlichung großes Interesse. Tatsächlich äußerten sich nun viele, die die letzten dreißig Jahre zu diesem Thema geschwiegen hatten. Einer von ihnen war der ehemalige Milizionär Lew Iwanow, der die offizielle Untersuchung 1959 geleitet hatte. Im Jahr 1990 veröffentlichte er einen Artikel mit dem Eingeständnis, dass das Untersuchungsteam keine rationale Erklärung für den Vorfall gehabt habe. Zudem habe er direkte Anordnungen von hochrangigen regionalen Beamten erhalten, die Untersuchung abzubrechen und das Material geheim zu halten, nachdem das Team „fliegende Kugeln“ gesichtet habe. Iwanow persönlich glaubt an eine paranormale Erklärung, insbesondere UFOs.
Ab 1997 produzierte ein regionaler Fernsehsender mehrere Dokumentarfilme zum Geschehen. Mit Hilfe der Filmcrew veröffentlichte Anna Matwejewa eine Erzählung unter dem gleichen Titel. Ein großer Teil des Buches besteht aus umfassenden Zitaten aus den offiziellen Akten, Tagebüchern der Opfer und Interviews mit Forschern. Das Buch handelt von einer Frau, die versucht, das Unglück am Djatlow-Pass aufzuklären.
Mit Unterstützung der Staatlichen Technischen Universität des Uralgebiets in Jekaterinburg wurde eine Djatlow-Stiftung gegründet. Geleitet wurde sie von Juri Kunzewitsch (1947–2021), einem engen Freund von Igor Djatlow und Mitglied des Suchteams. Die Stiftung versucht, die russischen Behörden dazu zu bewegen, den Fall wieder zu öffnen. Zudem ist sie für die Instandhaltung des Djatlow-Museums zuständig.
Der 2013 veröffentlichte Horrorfilm Devil’s Pass, eine US-amerikanisch-russische Koproduktion im Found-Footage-Stil, handelt von einer Gruppe US-amerikanischer Studenten, die sich 53 Jahre nach dem Unglück auf die Spuren der Djatlow-Expedition begibt. Die deutsche Filmpremiere fand im Rahmen des Fantasy Filmfestes 2013 statt.
2014 wurde im Rahmen von Animal Planets Monster Week eine Dokumentation produziert, in der der US-amerikanische Filmemacher Mike Libecki den Tod der Studenten auf einen Yeti zurückführt, der durch heruntergefallene Raketenteile aufgeschreckt und verärgert worden sein soll. Der Originaltitel und die deutsche Fassung lauten Russian Yeti: The Killer Lives / Russian Yeti – Expedition in den Tod.
Das 2015 erschienene Computerspiel Kholat versetzt den Spieler in die Rolle eines Wanderers, der Jahre nach dem Unglück die dortigen Vorfälle untersucht und dabei auf mysteriöse Erscheinungen trifft.
Die achtteilige russische TV-Serie Djatlow-Pass – Tod im Schnee (Originaltitel: russisch Перевал Дятлова) aus dem Jahr 2020 erzählt die Geschichte aus der Sicht eines ermittelnden KGB-Majors: gedreht im Soviet-Noir-Stil und ergänzt mit einer vierteiligen Dokumentarserie zum gleichen Thema, in der Amateurdetektive aus 40 Ländern nach 60 Jahren versuchen, das Rätsel um die Vorfälle zu lösen.